# Колд-Лейк 149B
Колд-Лейк 149B (англ. Cold Lake 149B) — індіанська резервація в Канаді, у провінції Альберта, у межах муніципального району Боннівіль № 87.

## Населення
За даними перепису 2016 року, індіанська резервація нараховувала 163 особи, показавши зростання на 9,4%, порівняно з 2011 роком. Середня густина населення становила 3,9 осіб/км².
З офіційних мов обидвома одночасно володіли 10 жителів, тільки англійською — 155. Усього 60 осіб вважали рідною мовою не одну з офіційних, з них усі — одну з корінних мов.
Працездатне населення становило 33,3% усього населення, рівень безробіття — 37,5%.

## Клімат
Середня річна температура становить 1,4°C, середня максимальна – 20,6°C, а середня мінімальна – -23°C. Середня річна кількість опадів – 434 мм.
| Клімат поселення                              | Клімат поселення | Клімат поселення | Клімат поселення | Клімат поселення | Клімат поселення | Клімат поселення | Клімат поселення | Клімат поселення | Клімат поселення | Клімат поселення | Клімат поселення | Клімат поселення | Клімат поселення |
| Показник                                      | Січ.             | Лют.             | Бер.             | Квіт.            | Трав.            | Черв.            | Лип.             | Серп.            | Вер.             | Жовт.            | Лист.            | Груд.            |                  |
| Середній максимум, °C                         | −9,95            | −5,84            | 0,06             | 9,55             | 16,07            | 20,49            | 20,55            | 19,56            | 13,95            | 8,01             | −1,92            | −9,58            |                  |
| Середня температура, °C                       | −16,47           | −12,37           | −6,46            | 3,03             | 9,54             | 13,96            | 16,32            | 15,35            | 9,72             | 3,79             | −6,14            | −13,81           |                  |
| Середній мінімум, °C                          | −23              | −18,89           | −13              | −3,5             | 3,03             | 7,44             | 12,10            | 11,12            | 5,51             | −0,42            | −10,36           | −18,02           |                  |
| Норма опадів, мм                              | 18               | 13               | 18               | 25               | 42               | 74               | 79               | 67               | 41               | 19               | 20               | 18               |                  |
| Середньомісячна швидкість вітру, м/с          | 3.45             | 3.60             | 3.80             | 4.00             | 3.90             | 3.60             | 3.30             | 3.30             | 3.60             | 3.80             | 3.72             | 3.60             |                  |
| Середньомісячна сонячна радіація, кДж/м²·день | 3141             | 6452             | 12110            | 17296            | 21062            | 22352            | 22027            | 18050            | 12076            | 7074             | 3548             | 2267             |                  |
| --------------------------------------------- | ---------------- | ---------------- | ---------------- | ---------------- | ---------------- | ---------------- | ---------------- | ---------------- | ---------------- | ---------------- | ---------------- | ---------------- | ---------------- |
| Джерело:                                      |                  |                  |                  |                  |                  |                  |                  |                  |                  |                  |                  |                  |                  |